# Harold Hardwick
Harold Hardwick (n. 14 decembrie 1888, Sydney, Noul Wales de Sud, Australia – d. 22 februarie 1959, Sydney, Noul Wales de Sud, Australia) a fost un înotător ce a reprezentat Australia, medaliat olimpic. A participat la o ediție a Jocurilor Olimpice (1912) în care a câștigat o medalie de aur și două medalii de bronz.